# Brad Bridgewater
Bradley Michael Bridgewater (* 29. März 1973 in Charleston, West Virginia) ist ein ehemaliger US-amerikanischer Schwimmer.
Bei den Olympischen Spielen 1996 in Atlanta wurde er über 200 m Rücken Olympiasieger. Seit seinem Karriereende als Schwimmer arbeitet Bridgewater in einer Immobilienfirma in Dallas.